# Pilo's Bar
Pilo's Bar es una cantina en donde se toca música norteña y es conocida también como La catedral de la música norteña. Se encuentra ubicada en el cruce de Zuazua y Jiménez, en el centro de Guadalupe, Nuevo León.

## Orígenes
Fue fundada el año de 1954 por Rogelio Elizondo, y la llamó Pilo's Bar en honor al apodo que tenía su padre, don Porfirio Elizondo: Pilo's.
Rogelio tuvo 8 hijos, 5 mujeres y 3 varones. Fue Francisco Elizondo, uno de sus hijos, quien durante tres décadas se encargó de consolidar el lugar que antes era considerada como una cantina de barrio. En el año 2000, muere y en la entrada le dedican un altar como tributo al trabajo que realizó con tanto éxito. Su hermano Isidro Elizondo, alias “el Pilos”, continúa con la tradición y es el propietario, administrador y anfitrión actual del Pilo´s Bar.

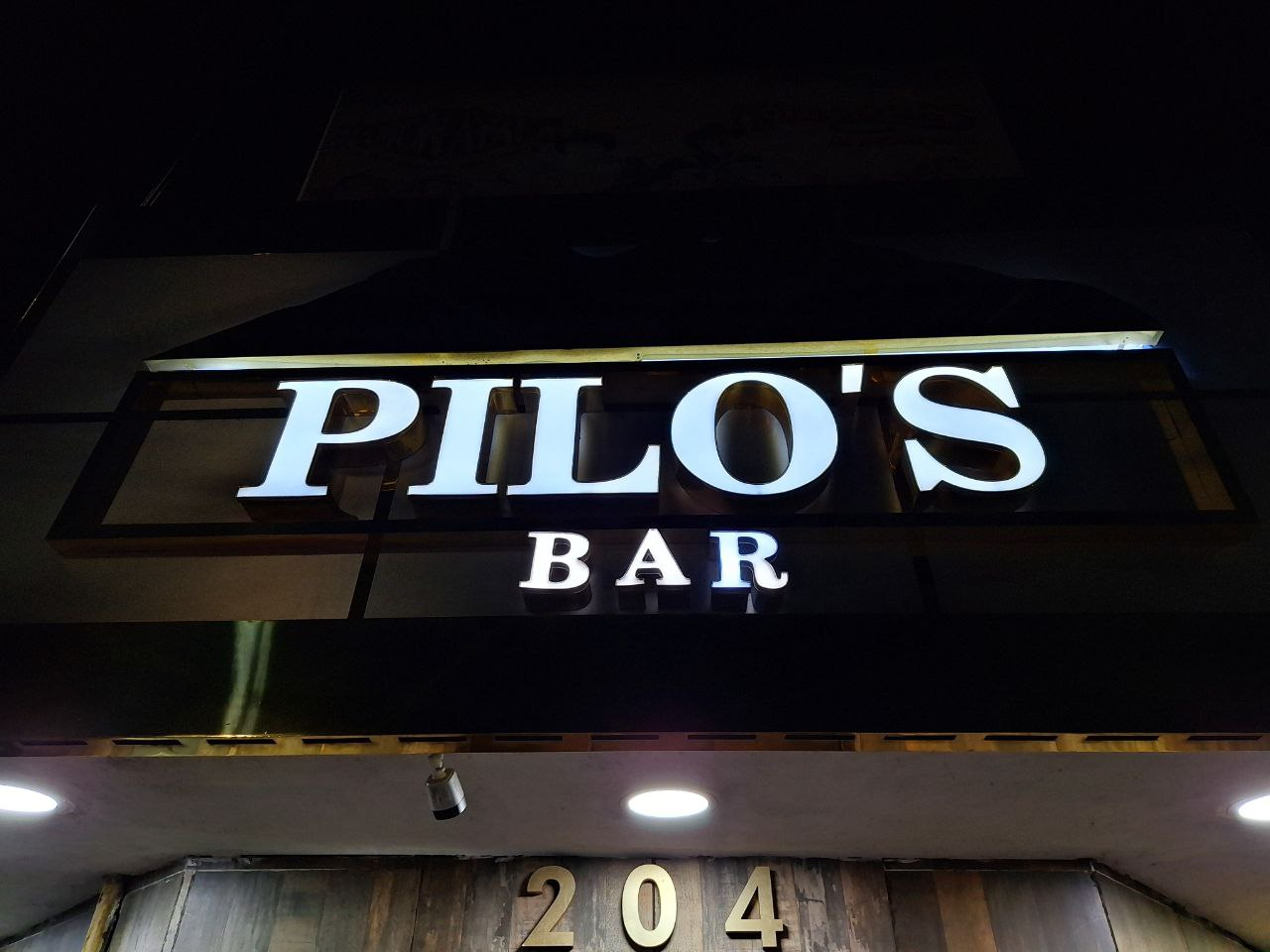
Letrero del Pilo's Bar

Entre los años 80 y 90, Isidro se dedicó a la música tocando el acordeón de forma profesional, dando voz durante 20 años al grupo Los Tremendos del Norte, que se presentó en algunas partes de México y Estados Unidos. Además del Pilo's Bar, el Bar Genero es otra de las cantinas más importantes para la música norteña ubicada en Guadalupe.
Cuando la cantina inició, su techo era de lámina y no tenía baño para mujeres.

### Músicos famosos

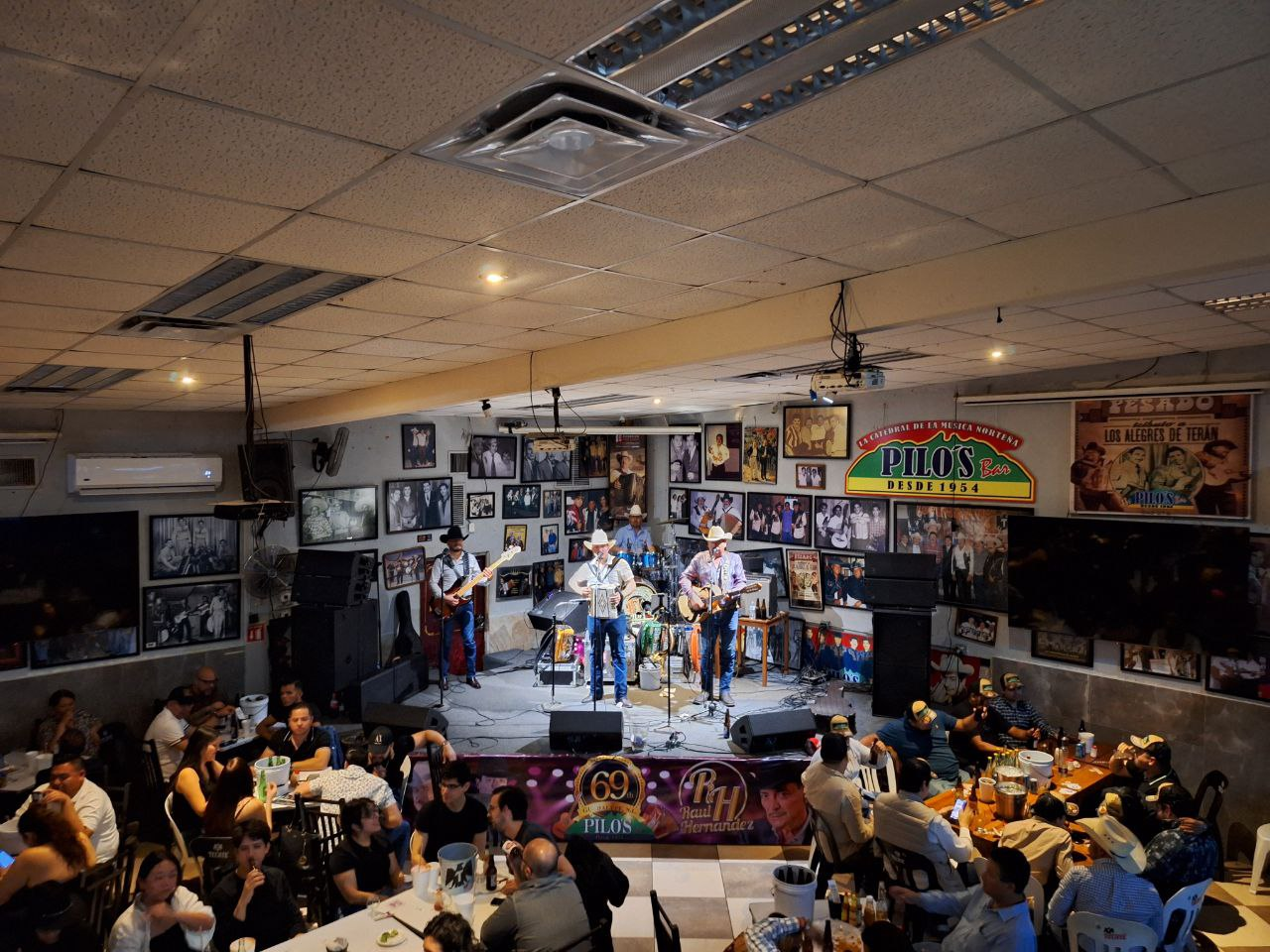
Vista del escenario principal en el Pilo's Bar

Por el escenario de Pilo's Bar han pasado grandes artistas del género norteño, como Lalo Mora, Ramón Ayala, Lorenzo de Monteclaro, Lupe Tijerina de los Cadetes de Linares, Catarino López, y Carlos y José. En años recientes, el Grupo Pesado grabó dos discos en vivo en este lugar.
Sus paredes están cubiertas por memorabilia con fotografías de personajes famosos que han visitado el lugar, así como los exponentes más destacados del género norteño.

## Eventos

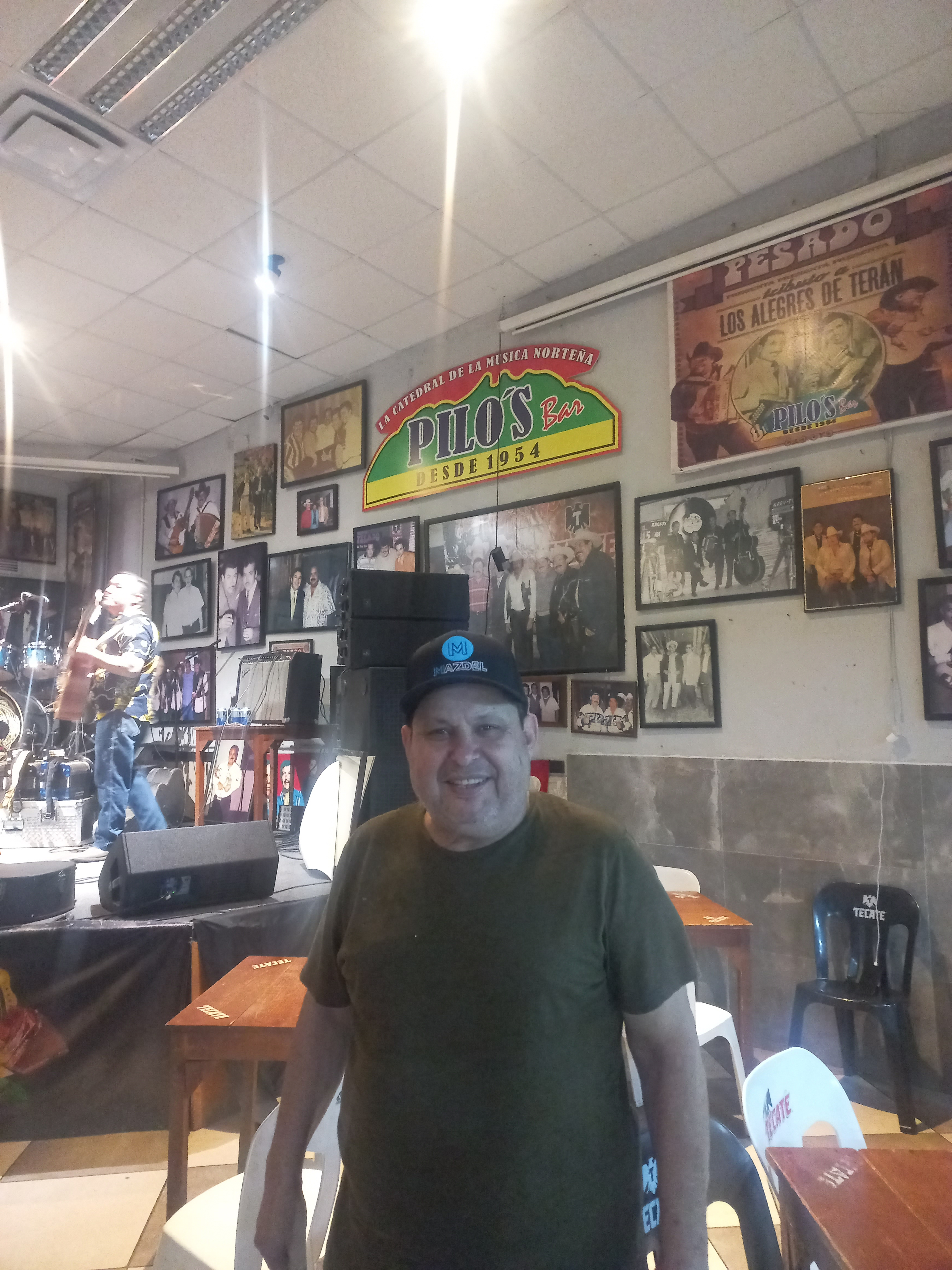
Isidro Elizondo, propietario de Pilo's Bar.

- Desde la cantina Vol. I y II son los discos que grabó Grupo Pesado como homenaje a los intérpretes de la música norteña que empezaron por la década de los 40, tales como Eliseo Robles, Lupe Tijerina de Los Cadetes de Linares, Don Cesareo Sánchez "Don Chayo" de los Cardenales de Nuevo León, Lorenzo de Monteclaro, Javier Ríos de Los Invasores de Nuevo León, entre otros. Esta producción se realizó en vivo desde El Pilo's Bar para hacer honor al título del disco.[8]
- Desde 2018, el festival Pa'l Norte recrea la cantina de El Pilo's Bar, y adecúan un escenario dentro del Parque Fundidora dedicado a música norteña. Desde entonces, se han presentado artistas como Los Mier, Los Cadetes de Linares, Salomon Robles, Carlos y José, y Tropical Panamá, además de figuras actuales como Alex Fernández, Majo Aguilar y Sandra Echeverría, entre otros.